# Rajko Mitić

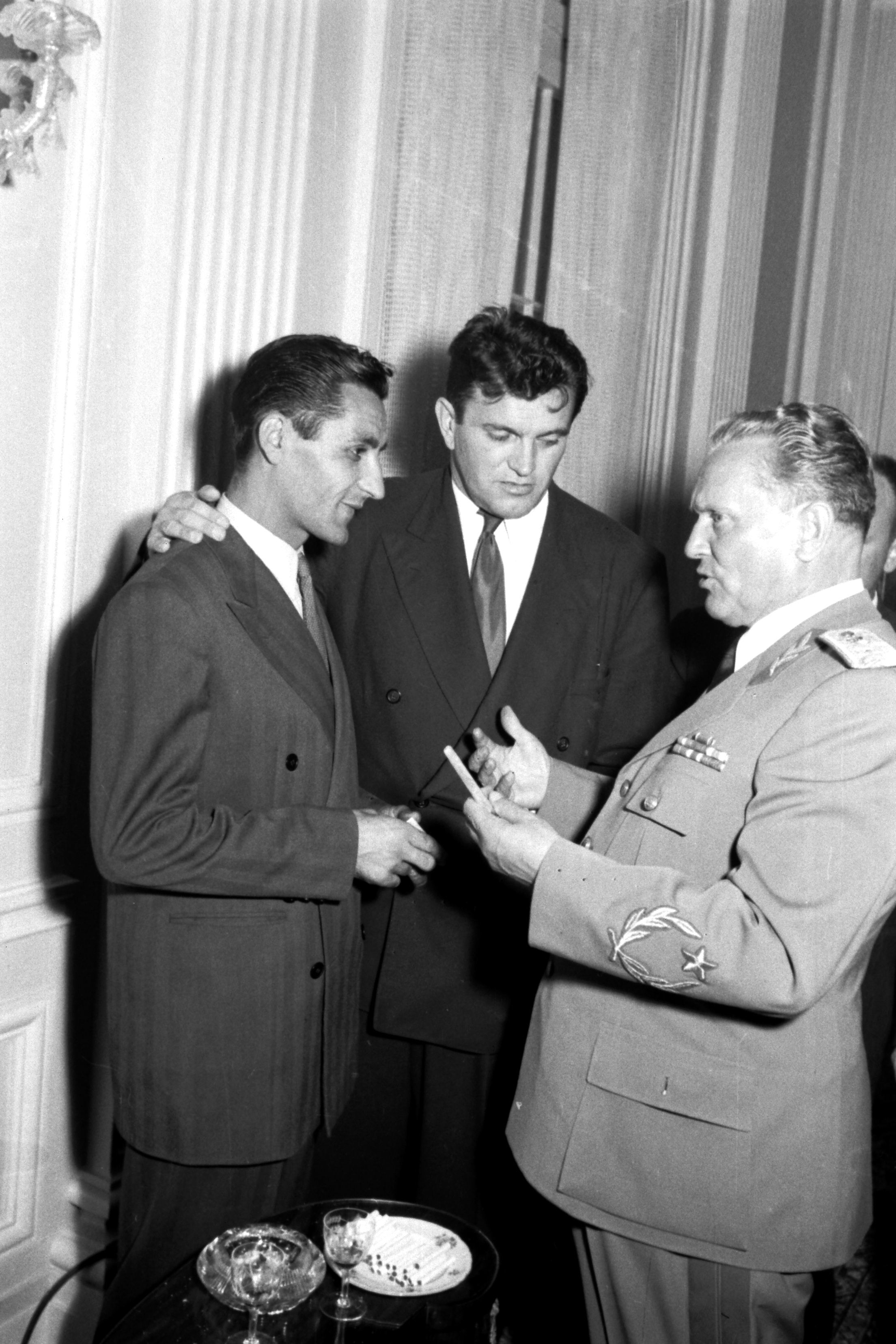
Mitić amb Vladimir Dedijer i Josip Broz Tito el 1960

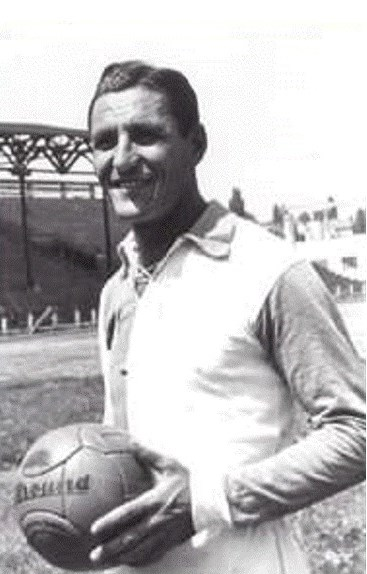
Rajko Mitić

Rajko Mitić (en serbi: Рајко Митић, 19 de novembre de 1922 - 29 de març de 2008) fou un futbolista serbi de la dècada de 1940 i periodista.
Fou 59 cops internacional amb la selecció iugoslava.
Pel que fa a clubs, defensà els colors de BSK Belgrad i Estrella Roja de Belgrad. Amb el segon marcà 262 gols en 572 partits, on fou una llegenda.